# Forgiven, Not Forgotten (sang)
"Forgiven, Not Forgotten" er den anden single fra det irske folkrockband The Corrs, der blev udgivet i 1996.
Warner's International udgav "Forgiven, Not Forgotten" som bandets anden single fra albummet af samme navn, mens Atlantic US i stedet udgav "The Right Time".

## Spor
1. "Forgiven, Not Forgotten" – 4:15
2. "Forgiven, Not Forgotten" (akustisk) – 3:54
3. "Heaven Knows" – 4:18

## Musikvideo
Kun dagen efter, at musikvideoen til sangen blev filmet, filmede de videoen til deres næste single "The Right Time". Atlantic US skippede dog "Forgiven, Not Forgotten" og udgav ikke denne single.
Temaet i videoen er mørk og dyster, hvilket stemmer overens med den mere seriøse tekst om en, der har begået selvmord og har efterladt nogen. Bandet er alle iklædt sort tøj, og pigernes make-up i bleg og de smiler ikke meget. Videoen selv er relativt simpel og viser The Corrs på en roterende platform med forskellige landskaber bag dem. Selvom den skal give indtryk irsk pop og keltisk musik er den optaget i Santa Monica i Californien.
Flere seere fik kvalme af at se videoen, og Andrea selv blev søsyg af at køre rundt på scenen i flere timer. Optagelserne foregik fra omkring 7-23.

## Hitlister
| Hitliste                      | Højeste placering |
| ----------------------------- | ----------------- |
| Australian ARIA Singles Chart | 15                |
| Canadian Adult Contemporary   | 43                |
| Canadian RPM Top 100 Singles  | 31                |
| Irish Singles Chart           | 1                 |
| UK Singles Chart              | 155               |